# Bill Laswell

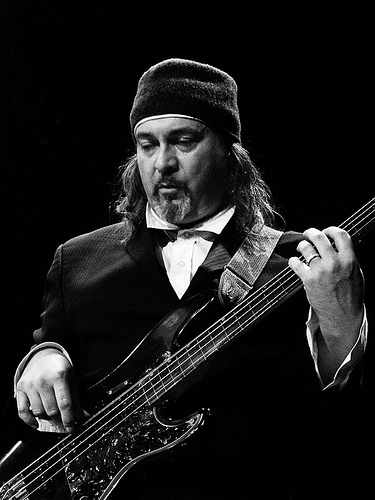
Bill Laswell beim Moers Festival 2006

William Otis „Bill“ Laswell (* 12. Februar 1955 in Salem, Illinois) ist ein US-amerikanischer Bassist, Komponist, Arrangeur und Produzent. Er betreibt mehrere Plattenlabel und war der Produzent mehrerer mit dem Grammy ausgezeichneter Alben.
Die Diskografie (siehe Weblinks) der unter seinem Namen oder dem Namen einer der Bands, mit denen er spielt, veröffentlichten Alben und jener, die er für andere Musiker produzierte, umfasst bis Mitte des ersten Jahrzehnts des 21. Jahrhunderts bereits weit mehr als 200 Einträge. Seit den 1990ern sind rund ein Dutzend Veröffentlichungen pro Jahr mit ihm als Musiker oder Produzent – oft auch beides – eher die Regel als die Ausnahme.
Seine Rolle bei der Entwicklung insbesondere der elektronischen Musik und des Ambient machte Bill Laswell zu einem einflussreichen Musiker und Produzenten des ausgehenden 20. und beginnenden 21. Jahrhunderts.

## Œuvre
Bill Laswell begann seine musikalische Laufbahn als Bassist in Funk-Bands. Nach seiner Übersiedlung nach New York war er bald auch als Produzent mit Künstlern wie Brian Eno und David Byrne an der Entwicklung des Ambient und mit Herbie Hancock an der Verbindung des Jazz mit Hip-Hop und elektronischer Musik beteiligt. Er gründete mit Sonny Sharrock, Peter Brötzmann und Ronald Shannon Jackson die Free-Jazz-Band Last Exit und entwickelte seine eigene, stark von indischer Musik beeinflusste Form der Worldmusic, wobei der heutzutage als der profilierteste Tabla-Spieler geltende Zakir Hussain über Jahrzehnte sein musikalischer Wegbegleiter wurde. Sein Bassspiel ist vor allem von Dub und Funk geprägt.

### Charakteristika
Eine eindeutige stilistische Zuordnung von Laswells Produktionen – den unter seinem Namen veröffentlichten, den Einspielungen mit verschiedenen Bands und seinen Beiträgen bei anderen Künstlern – ist nicht möglich. Dennoch gibt es eine Reihe von verbindenden Elementen, die eine Charakterisierung ermöglichen.
Vielfalt
Über seine Vorgehensweise, z. B. die klassische indische mit westlicher elektronischer Musik zu verbinden, sagt er: „Ich komme aus keiner Tradition, weder einer klassischen oder einer anderen […] Ich habe keine Kultur, ich habe keine Tradition, und ich habe keine Schule die mich lehrte wie etwas zu sein hat. Ich mutiere einfach und zerstöre Dinge und schaffe ein Durcheinander und Menschen mögen es oder eben nicht. Meine Kultur ist auf der anderen Seite, hat noch nicht einmal begonnen.“ Egal ob er ein Dub-, ein Ambient-, ein Worldmusic- oder ein Jazz-Album einspielt, immer finden sich darauf auch Elemente anderer musikalischer Stile. Der Unterschied besteht in der Gewichtung.
Groove
Ein wesentliches Charakteristikum von Bill Laswells Musik ist das rhythmische Fundament aus Funk beziehungsweise Hip-Hop, Dub und – vor allem indisch geprägter – Percussion. Sein Bassspiel bewegt sich zwischen Funk und Dub und auch als Produzent arbeitet er meist mit Bassisten wie Bootsy Collins, Robbie Shakespeare oder Jah Wobble, die einen vergleichbaren Zugang haben. Der Groove, das Zusammenspiel von Bass und Schlagzeug/Percussion, ist der Kern von Laswells Musik, der Zuhörer, die sich darauf einzulassen bereit sind, durchaus in ihren Bann ziehen kann (vgl. psychedelische Musik).
Komplexität
Allen Produktionen gemeinsam ist auch eine Komplexität der Arrangements, die der Musik eine „Tiefe“ verleiht, die sie von den meisten Worldmusic-Produktionen und von kommerziell orientiertem Pop unterscheidet. Die stilistischen Mittel, derer Laswell sich dabei bedient, sind so unterschiedlich wie die musikalischen Stile, mit denen er arbeitet: Von der meditativen Stimmung indisch geprägter Rhythmik und Harmonien (siehe auch Harmonik) (z. B. die Alben der Asana-Reihe) über hypnotische Dub-Produktionen (z. B. die Dub-Chamber-Reihe) bis hin zur Intensität der von Funk und Rock mitbeeinflussten Alben (z. B. mit dem Band-Projekt Praxis).

### Einflüsse

#### Musik
- die aus der Literatur bekannte Cut-up Technik (vgl. Brion Gysin und William S. Burroughs),
- die Neue Musik (z. B. Karlheinz Stockhausen, Arnold Schönberg) und die Avantgarde (John Cage, John Zorn und Brian Eno, mit denen er mehrere Produktionen realisierte),
- Funk, Hip-Hop, Rock, Elektronische Musik (v. a. verschiedene Spielarten von Electro Funk, Techno, Industrial und Ambient) bis hin zu Reggae und Dub,
- Jazz, vor allem Free Jazz (Ornette Coleman) und Fusion (Miles Davis, John McLaughlins Mahavishnu Orchestra und Weather Report),
- Worldmusic im wörtlichen Sinn, nämlich authentische Musik und Musiker vor allem aus dem indischen, arabischen und afrikanischen Raum.

#### Magie und Spiritualität
Laswells Musik hat eine magische-spirituelle Qualität. Er ist dabei auf keine spezielle Religion oder esoterische Schule festgelegt, sondern bedient sich – wie auch in musikalischer Hinsicht – bei Traditionen aus der ganzen Welt. Es finden sich Elemente aus dem indisch-hinduistisch-buddhistischen Raum bis hin zu westlich-esoterischen Traditionen.
Hörbar ist das zum Beispiel in seinem oft hypnotischen Dub-Bass (siehe auch Trance), den Elementen aus der indischen Musik (den Tablas Zakir Hussains, der Violine L. Shankars), dem Saxophon Pharoah Sanders oder auch den Aufnahmen der Gnawa-Musiker aus Marokko (siehe auch Sufismus).
Am augenscheinlichsten drückt sich dieser Aspekt seiner Musik bereits in der Namensgebung von Bands, Alben und einzelnen Aufnahmen aus. Einige Beispiele:
- Asana (Titel einer Reihe meditativer Alben), Asanas sind die Körperübungen des Yoga.
- Arcana (Band um Laswell und Tony Williams), bezeichnet allgemein Geheimwissen, bekannt als Bezeichnung im Tarot.
- Divination (eine weitere Reihe von Ambient-Alben), mit Titeln wie Akasha (Sanskrit: Raum, im Hinduismus und später in europäischen esoterischen Traditionen das sogenannte „fünfte Element“, Äther oder der Geist) oder Sacrifice (religiöses Opfer).
- Funkcronomicon (1995, Axiom Funk), eine Anspielung auf das fiktive mythische Buch Necronomicon aus H. P. Lovecrafts Romanen.
- Hashisheen (1998, The End of Law), erzählt die Geschichte der mittelalterlichen Sekte der Assassinen des Hassan-i Sabbah.
- Nagual Site (1998, Bill Laswell mit Sacred System), unsere Welt ist bestimmt von Ursache und Wirkung, Nagual ist die andere Seite – unbekannt, unvorhersehbar und unkontrollierbar (vgl. Carlos Castaneda).
- Seven Centers (1998, Chakra, Bill Laswell: Bass und Produktion), die sieben Titel des Albums sind den sieben Energiezentren, gemäß der indischen Tradition Chakren genannt, des menschlichen Körpers gewidmet.

#### Musikindustrie und Unabhängigkeit
Bill Laswell ist ein scharfer Kritiker der Musikindustrie, in der Profit die höchste Maxime sei und Integrität, Visionen und künstlerischer Ausdruck – wesentliche Elemente der Kreativität – als störend empfunden würden. Das Geschäftsmodell der Musikindustrie beruhe darauf, Trends zu erkennen und darauf abgestimmte Produkte anzubieten, die sich in kontrollierbaren Genres vermarkten lassen. Ein Konzept, dem Laswells Zugang des beständigen Übertretens stilistischer und kultureller Grenzen diametral entgegengesetzt ist.
Die Labels Axiom und innerhythmic wurden als Konsequenz daraus von ihm als Plattformen gegründet, in deren Rahmen er unabhängig und ohne künstlerische Beschränkungen arbeiten kann. Darüber hinaus hat Laswell einige seiner Songs auf dem experimentierfreudigen New Yorker Plattenlabel WordSound veröffentlicht, z. B. zusammen mit Dr. Israel (als „Dubadelic“) oder mit Mick Harris von Napalm Death (als „Equations Of Eternity / E.O.E.“).

### Kritik
Während Laswells Stärken in seinen Fähigkeiten als Musiker – als Bassist – und profilierter Produzent liegen, wird seine Neigung, sich bei einzelnen Produktionen in studiotechnischen Details zu verlieren, manchmal als seine größte Schwäche kritisiert. Auf Kritik stößt bei manchen auch, dass seine Produktionen mitunter zu kopflastig und intellektuell seien. Und nicht zuletzt finden oft „Puristen“ verschiedener Stile wenig Gefallen an der Radikalität, mit der er sich aus dem Repertoire unterschiedlicher Richtungen bedient und damit seine Form der Fusion oder Worldmusic schöpft.

## Biografie und musikalische Entwicklung
Bill Laswells Vater reparierte Ölförderanlagen, und der Arbeit folgend zog die Familie oft um. Auf den jungen Bill Laswell machte der häufige Wechsel der Umgebung, der Menschen und auch deren Musik, einen starken Eindruck. Er begriff, wie er selbst Jahre später in New York erzählte, dass es keine verschiedenen „Musiken“ gibt. Die Form mag unterschiedlich sein, der Kern ist derselbe.
In den späten 1960ern lebte er in Detroit und besuchte dort erste Konzerte: Jimi Hendrix, The Stooges, Archie Shepp, Pharoah Sanders und Funkadelic, Musiker die der Teenager als beinahe irreal und mystisch wahrnahm.
Nachdem er Funk, Rock und die zu dieser Zeit aktuelle psychedelische Musik gehört hatte, erlebte er mit 14 Jahren das, was er in einem Interview einmal als seine Initiation bezeichnete. Er hatte eine Eintrittskarte für ein Konzert mit dem Sitar-Spieler Ravi Shankar an der Universität von Ann Arbor bekommen. Auf dem Weg zum Konzert nahm er zum ersten Mal in seinem Leben ein mit LSD versetztes Getränk ein und erlebte sein erstes Konzert mit indischer Musik folglich als die „großartigste psychedelische Musik“, die er jemals gehört hatte.
Als erstes Instrument lernte Laswell Gitarre. Er wechselte aber bald zum Bass und spielte schließlich in verschiedenen Funk-Bands in und um Detroit. Eine andere Arbeit übte er nie aus.
1977/78 übersiedelte er nach New York City, wo er sich als Studiomusiker und bei Live-Gigs schnell in der Underground-Musikszene etablierte. Kurz darauf gründete er mit dem Keyboarder Michael Beinhorn und dem Schlagzeuger Fred Maher die Band Material. Ursprünglich als Begleitband des Gitarristen Daevid Allen geschaffen, begann die Gruppe bald auch eigene Aufnahmen zu produzieren. Stilistisch war Material damals im Spannungsfeld zwischen Industrial, Electro Funk, Funk und Jazz angesiedelt.
1979 erschien die erste Material-EP, Temporary Music 1.

### Die 1980er
Neben seiner Tätigkeit bei Material begann Bill Laswell auch mit Solo-Projekten und veröffentlichte 1982 die erste Platte unter eigenem Namen, Baselines, beim Label Celluloid, dessen Mitbesitzer und Mitbetreiber er war. Seinen Status als eine der Schlüsselfiguren der New Yorker Musikszene sicherte ihm seine Mitwirkung bei Aufnahmen Brian Enos, David Byrnes, John Zorns, Fred Friths und der Golden Palominos.
Ein Meilenstein war 1983 der Erfolg des von ihm gemeinsam mit Herbie Hancock und Beinhorn (Future Shock) produzierten und mitkomponierten Stücks Rockit, wo er auch am Bass zu hören ist. In der Folge wurde Bill Laswell zu einem gefragten Studiomusiker und Produzenten, auch weit über den New Yorker Underground hinaus. Er spielte unter anderem Bass bei Laurie Anderson (Mr. Heartbreak, 1984), Gil Scott-Heron (Re-Ron, 1984) und Peter Gabriel (So, 1986). Außerdem produzierte er Alben für Mick Jagger (She’s the Boss, 1985, Jaggers erstes Solo-Album), Yoko Ono (Starpeace, 1985), Public Image Ltd (Album 1986), Motörhead (Orgasmatron, 1986), Iggy Pop (Instinct, 1988), die Ramones (Brain Drain, 1989) und für viele andere.
Gleichzeitig führte er das Band-Projekt Material weiter, und es kam zur Zusammenarbeit mit Künstlern wie Herbie Hancock, Afrika Bambaataa, Fela Anikulapo Kuti, Manu Dibango und Nona Hendryx. 1985 verließ Michael Beinhorn die Gruppe.
1986 gründete Laswell mit dem Gitarristen Sonny Sharrock und dem deutschen Saxophonisten Peter Brötzmann sowie Schlagzeuger Ronald Shannon Jackson die „Punk-Jazz“ Band Last Exit. Ein weiteres Band-Projekt, das während der 1980er unter seiner Federführung entstand, ist Praxis, ein loser Zusammenschluss von Musikern aus Hip-Hop und Funk mit Laswell als Bassist und Produzent.
In den späten 1980ern entstanden Aufnahmen, in denen Laswells intensive Auseinandersetzung mit arabischer und indischer Musik deutlich wurde. Einzelne Elemente, vor allem „orientalisch“ geprägte Percussion und die damit einhergehende Rhythmik, hatten bereits zuvor bei einzelnen Produktionen ihre Spuren hinterlassen. Das 1988 erschienene Laswell-Album Hear No Evil war schließlich die richtungsweisende Produktion. Laswell (Komponist, Produzent und Bass) versammelte dazu Musiker um sich, die auch in den folgenden Jahrzehnten immer wieder wesentlich zum Sound vieler seiner Produktionen beitragen sollten: L. Shankar (Violine), Nicky Skopelitis (Gitarre und Sitar), Zakir Hussain (Tabla), Aiyb Dieng und Daniel Ponce (Perkussion). Es entstand ein Album, das in seiner Art, außereuropäische beziehungsweise außeramerikanische Musik mit westlichem Ambient bis hin zu Electro Funk zu verbinden, musikalisches Neuland eröffnete.
Im folgenden Jahr erschien unter dem Namen Material – mittlerweile viel mehr ein Band-Projekt mit offener Besetzung als eine Band – ein Album, das dieses Konzept weiterverfolgt: Seven Souls (1989). Neben Laswell (4-, 6- und 8-saitiger Bass, akustische Gitarre, Tapes, Percussion) finden sich in der Besetzungsliste wieder Aiyb Dieng, Shankar und Nicky Skopelitis sowie Simon Shaheen (Violine), Jeff Bova (Keyboards) und Sly Dunbar (Schlagzeug). Bemerkenswert ist auch die Teilnahme des Schriftstellers William S. Burroughs, der Auszüge aus seinem Buch The Western Lands spricht.

### Die 1990er
Nothing is true – everything is permitted (das Axiom des Axiom-Plattenlabels)
1990 gründete Bill Laswell das Label Axiom (siehe Weblinks), wo bald eine Vielzahl von Alben produziert wurde, oft stark beeinflusst von seinem Interesse für elektronische Musikstile, von (Detroit-)Techno bis Ambient, aber auch Jazz oder Dub.
1991 produzierte er mit der belgischen Gruppe X-Legged Sally die CD Slow up. Im gleichen Jahr arbeitete Laswell mit Hector Zazou an dessen Album Shara Blue.
1992 erschien Transmutation (Mutatis Mutandis) von Praxis, das irgendwo zwischen P-Funk und Industrial eingeordnet werden könnte. Es folgten Kooperationen mit so unterschiedlichen Künstlern und Bands wie: Brian Eno, Dub Syndicate, Pharoah Sanders, Pete Namlook, F.F.F., DJ Spooky, George Clinton, Tony Williams, Nicky Skopelitis, DJ Krush, Jonah Sharp, Sly Dunbar, Manu Dibango, Jah Wobble, dem Schriftsteller William S. Burroughs und vielen anderen.
Die 1990er waren eine außerordentlich produktive Zeit für Bill Laswell. Jahr für Jahr erschien eine Vielzahl von Alben unter seinem eigenen Namen oder seiner Mitwirkung.
Bemerkenswert sind auch die Remix-Projekte der späten 1990er. 1997 wurde Bob Marley – Dreams of Freedom (Ambient Translations of Bob Marley in Dub) veröffentlicht. 1998 folgte Panthalassa (the music of miles davis 1969 - 1974) mit teils sehr düsteren und meditativen „Re-Konstruktionen“ von Miles Davis’ Aufnahmen aus dessen Fusion- und Jazz-Rock-Phasen. Das dritte Remix-Projekt befasste sich mit Carlos Santana. Für Divine Light – Music from Illuminations & Love Devotion Surrender (2001) dekonstruierte Laswell Kollaborationen Santanas mit den Jazzmusikern John McLaughlin (1972) und Alice Coltrane (1974) und rekonstruierte sie in einer Mischung aus Dub und Ambient.
Seine Zusammenarbeit mit dem Franzosen Jean Touitou, Gründer des Modelabels A.P.C., führte zu einigen interessanten Dub-Reggae-Fusion-Alben. Hervorzuheben ist das Doppelalbum "Havannah Mood" mit den Musikern des Septeto Nacional und Tata Güines.

### Die 2000er
2000 erschien das erste Album des neuen Projekts Tabla Beat Science namens Tala Matrix; eine weitere kraftvolle Neuinterpretation indischer Musik im Spiegel moderner westlicher Stile, die klassische indische Instrumentierung mit zeitgemäßer elektronischer Musik verbindet, mit Meisterperkussionisten wie Zakir Hussain und Trilok Gurtu. 2001 folgte das sehr ruhige und meditative Life Space Death mit dem japanischen Trompeter Toshinori Kondō und Sprachaufnahmen des Dalai Lama. Im selben Jahr kam es auch zu einer weiteren Zusammenarbeit mit Jah Wobble im Projekt Solaris.
Radioaxiom – A Dub Transmission (2001) entstand als Zusammenarbeit Laswells mit Jah Wobble. Laswell bezeichnet dieses Album als „alien broadcast“ auf der Suche nach „Spuren einer verlorenen Zukunft“. Dass diese Beschreibung auch als Charakterisierung seiner Musik am Beginn des 21. Jahrhunderts gelten kann, zeigt er auch mit seinen Beiträgen zu Remix-Alben von Musikern wie Mari Boine (Remixed, 2001, Maid aiggot muinna eallin – Bill Laswell Mix) oder Nils Petter Molvaer (Recoloured, 2001, Merciful/Ligotage – Incunabula Mix by Bill Laswell).
2003 kam Sohn Anman William, das erste Kind Laswells und seiner Ehefrau, der äthiopischen Sängerin Ejigayehu „Gigi“ Shibabaw, zur Welt. Hochzeit war kurz nach Fertigstellung ihres von ihm produzierten Albums GiGi (2001) gewesen.

## Bands, Projekte und Pseudonyme
ArcanaMitte der 1990er um Bill Laswell (Bass) und den Schlagzeuger Tony Williams entstandenes Band-Projekt. Bis zum Tod von Tony Williams 1997 wurden nur zwei Alben veröffentlicht: The Last Wave (1996) und Arc of Testimony (1997), Williams’ letzte Studioaufnahme. Arcana (dt.: Arkana) ist ein Begriff aus der Esoterik und wird dort in verschiedenen Zusammenhängen für Geheimwissen gebraucht. Die bekannteste Bedeutung bezieht sich auf die Karten des Tarot.
AsanaEine Reihe von meditativen Alben mit starkem indischen Einfluss. Der Name wurde von der Bezeichnungen für die Körperübungen des Yoga übernommen (siehe auch Asanas).
DivinationEine Serie von Ambient-orientierten Produktionen. Neben Bill Laswell (E-Bass, Produktion und Sound-Design) finden sich darauf unter anderem auch Schlüsselfiguren aus dem Umfeld des Ambient wie Jah Wobble und Jeff Bova.
Last Exit1986 gegründete „Punk-Jazz“ Band; Besetzung: Bill Laswell (E-Bass), Sonny Sharrock (E-Gitarre), Peter Brötzmann (Saxophon), Ronald Shannon Jackson (Schlagzeug); Gastmusiker: Herbie Hancock (Klavier), Akira Sakata (Saxophon).
Massacregründete er Anfang der 1980er mit Fred Frith und Fred Maher. Die Musik bewegt sich im Grenzbereich zwischen Jazz, No Wave und Punk. Seit den späten 1990er Jahren kamen sie noch mehrfach (nun mit Charles Hayward am Schlagzeug) für neue Aufnahmen zusammen.
Material1978/79 mit dem Keyboarder Michael Beinhorn (verließ die Band 1985) und dem Schlagzeuger Fred Maher als Band für den Gitarristen Daevid Allen  gegründet. Schon 1979 erschien die erste Material-Produktion Temporary Music, mit der sich Material auch außerhalb der New Yorker Underground-Clubszene, wo die Band regelmäßig Konzerte spielte, als selbständige Einheit etablierte. Seither entwickelte sich Material von einer Band mit fester Besetzung zu einem offenen Projekt mit einer Vielzahl von teilnehmenden Musikern und großem musikalischem Spektrum (vor allem Dub, Funk und Ambient). Auf einzelnen Alben besteht Material auch nur aus Bill Laswell selbst, kann also auch als ein Pseudonym betrachtet werden.
Outlandist so wie Psychonavigation ebenfalls ein Projekt von Bill Laswell zusammen mit Pete Namlook. Unter dem FAX +49-69/450464-Sublabel Ambient World sind seit 1994 die fünf Alben Outland 1 bis 5 entstanden.
Painkillerwar ein Projekt, das Bill Laswell ab 1991 unter anderem mit John Zorn am Saxophon und Mick Harris am Schlagzeug betrieb.
PraxisMitte der 1980er entstandenes Band-Projekt. Zu den wiederkehrenden Musikern, die den Sound prägen, der sich zwischen Funk, Rock und Dub bewegt, gehören neben Bill Laswell (der hier weniger als Bassist denn als Produzent und Sound-Designer in Erscheinung tritt), Buckethead (E-Gitarre) und Brain (Schlagzeug). Gastmusiker bisher unter anderem: Bootsy Collins (E-Bass), Bernie Worrell (Synthesizer, Clavinet) und Af Next Man Flip (Turntables).
Psychonavigationist so wie Outland ebenfalls ein Projekt von Bill Laswell zusammen mit Pete Namlook. Zwischen 1994 und 2002 entstanden die fünf Alben Psychonavigation 1 bis 5.
Sacred SystemEine Reihe von Alben, auf denen Laswell indische Musik mit Dub mischt.
Tabla Beat ScienceEnde der 1990er gegründetes Band-Projekt. Kernelement ist die Tabla in Verbindung mit Laswells Dub-Bass und Produktion. Vertreten sind bei Tabla Beat Science einige der zeitgenössischen Meister der Tabla, allen voran Zakir Hussain, aber auch Trilok Gurtu und Talvin Singh, sowie der Schlagzeuger Karsh Kale.
ValisPseudonym, das Laswell für das Album Altered Beats – Assassin Knowledges of the Remanipulated (1996) annahm; eigentlich der Titel eines Romans von Philip K. Dick (Valis, 1981), der ein außerirdisches Werkzeug bezeichnet, mit dem Fehler oder Störungen in der „Matrix“, einem Informationsnetz für eine „harmonische Kommunikation zwischen den Galaxien“, repariert werden können. Die Auswahl dieses Pseudonyms kann durchaus als Ausdruck von Laswells Selbstverständnis als Musikschaffender betrachtet werden.

## Instrumente
Ein kleiner Überblick über von Bill Laswell gespielte Instrumente:
Bässe
- bundloser Fender Precision Bass
- MusicMan Sting Ray Bass
- Steinberger Bass
- 6-saitiger Fender Bass
- 8-saitiger Ibanez Bass
- selten auch Kontrabass
- Verstärker/Effekte: Ampeg SVT, Marshall, dbx Subharmonic Synthesizer, DOD Envelope Filter
- flatwound Saiten (vor allem zum Dub)

Sampler, Synthesizer, Keyboards
- Fairlight CMI
- DMX
- AMS

Daneben benutzt er mitunter auch eine ganze Reihe anderer Instrumente und Klangerzeuger wie z. B.: Tonbandgeräte (siehe auch Dubbing), Plattenspieler (siehe auch Turntablism), akustische Gitarre, Perkussion, Taschentrompete, Klaviersaiten, Radios …

## Privatleben
Er ist verheiratet mit der Sängerin Gigi (* 1974 in Äthiopien). 2003 kam ihr gemeinsamer Sohn Anman William zur Welt.

## Kommentierte Diskografie (Auswahl)
- Für eine weitgehend komplette Diskografie: siehe Weblinks

Einige Meilensteine:
- 1981 My Life in the Bush of Ghosts Brian Eno/David Byrne

(Bill Laswell: Bass).
- 1982 One Down Material
- 1983 Future Shock und 1984 Sound System Herbie Hancock

Beide Alben wurden von Bill Laswell mitproduziert und -komponiert, und er ist als Bassist zu hören. Von vielen Kritikern, insbesondere aus dem Bereich des Jazz, nicht sehr wohlwollend aufgenommen, gewannen doch beide jeweils den Grammy für „Beste instrumentale R&B Performance“. Der Titel Rockit (aus Future Shock) war ein großer kommerzieller Erfolg, schaffte es in die Hitparaden, wurde auf MTV gespielt und eröffnete Laswell sowohl als Musiker als auch als Produzent vielfältige Kontakte auch außerhalb der New Yorker Undergroundszene. (Bill Laswell: Produktion, Komposition, Bass).
- 1986 Last Exit Last Exit

Die erste Veröffentlichung der von Free Jazz und Jazz Rock beeinflussten „Punk-Jazz“-Band mit Bill Laswell am Bass. Mitglieder waren: Gitarrist Sonny Sharrock (bereits in den 1960ern mit Pharoah Sanders und Don Cherry an den Anfängen des Free Jazz beteiligt), Schlagzeuger Ronald Shannon Jackson (früher in Ornette Colemans Prime Time und in den 1970ern bei Cecil Taylor) und der deutsche Saxophonist Peter Brötzmann (bekannt für sein provozierendes Machine Gun, 1968).
- 1988 Hear No Evil Bill Laswell

Das Album stellte für Laswell aus einer Reihe von Gründen einen Meilenstein dar. Hear No Evil ist Laswells Mustervorlage für seine Art der Worldmusic; eine in ihren besten Momenten hypnotische Verbindung nicht-westlicher (vor allem indischer, daneben auch arabischer und westafrikanischer) Musiktraditionen mit Elementen aus Funk, Blues und (insbesondere ab den 1990ern) Dub. Mit dieser Produktion etablierte er sich als einer der führenden Produzenten im Bereich von Ambient und Worldmusic.
Bevorzugte er bis dahin elektronische Instrumentierung und Studiotechnik, schuf er hier mit Hilfe Zakir Hussains und Aiyb Diengs erstmals eine Dichte rhythmische Atmosphäre aus Percussion. Die mitwirkenden Musiker wie Shankar (Violine), Nicky Skopelitis (Gitarre), Zakir Hussain (Tabla) und Aiyb Dieng (Percussion) wurden zu seinen musikalischen Wegbegleitern in den folgenden Jahrzehnten. (Bill Laswell: Bass, Komposition, Produktion).
- 1989 Seven Souls Material

Das Album ist von zwei Aspekten geprägt: den Texten von William S. Burroughs (aus Western Lands), die der Schriftsteller hier selbst rezitiert, und der von Dub-, Funk- und Perkussions-Rhythmen getriebenen Musik. (Bill Laswell: 4-, 6- und 8-saitige Bässe, akustische Gitarre, Tonbandgeräte, Perkussion und Produktion).
- 1991 The Third Power Material

Wahrscheinlich eines der auf den ersten Blick musikalisch kommerziellsten Alben Laswells. Eine nicht allzu experimentelle Mischung aus Funk, Soul, Hip-Hop und Reggae, die vor allem durch die Liste der teilnehmenden Musiker beeindruckt, unter anderen: Bootsy Collins, Herbie Hancock, Bernie Worrell, Jeff Bova, Henry Threadgill, Robbie Shakespeare, Sly Dunbar, Olu Dara, Fred Wesley, Maceo Parker und Pee Wee Ellis. Die Texte, vorgetragen unter anderem von den Jungle Brothers, Jalaluddin Mansur Nuriddin (The Last Poets), Shabba Ranks und Gary Mudbone Cooper, stehen in der psychedelischen und US-kritischen Tradition, wie sie auch aus dem P-Funk bekannt ist. (Bill Laswell: Produktion).
- 1999 The End of Law Hashisheen

Musikalisch zwischen Ambient, Electro Funk und arabisch beeinflusster Worldmusic anzusiedelnd, ist das Album vor allem bemerkenswert durch die von William S. Burroughs, Iggy Pop, Sussan Deyhim, Hakim Bey, Jah Wobble, Patti Smith, Anne Clark und anderen rezitierten Texte. Erzählt wird die Geschichte der Assassinen des Hassan-i Sabbah. Die Texte sind großteils persischen und ismailitischen Chroniken, Erzählungen und Gedichtbänden, aber auch den Büchern Marco Polos oder William S. Burroughs’ entnommen (Bill Laswell: Produktion).
- 2001 Radioaxiom – A Dub Transmission (Bass: The Final Frontier) Jah Wobble/Bill Laswell

Eine von Kritikern und Hörern begeistert aufgenommene Mischung aus Dub und Ambient mit Anklängen aus dem Soul Jazz der 1960er bis zum Trip-Hop der 1990er. Laswell selbst nennt es eine „außerirdische Übermittlung (alien broadcast)“ auf der Suche nach „Spuren einer verlorenen Zukunft“. Die Liste der mitwirkenden Musiker umfasst unter anderem Laswells Ehefrau Ejigayehu „Gigi“ Shibabaw, Nils Petter Molvær, Graham Haynes, Amina Claudine Myers, Karsh Kale, Hamid Drake und Sly Dunbar. (Bill Laswell: Bass, Produktion, Mix-Translation).
- 2014 Space/Time – Redemption, Duoalbum mit Milford Graves